# Красное (городище)
Кра́сное — городище скифского периода Днепровского Правобережья. Находится в Обуховском районе Киевской области Украины.

## Описание
Городище находится на северо-восточной окраине села Красное Первое, оно располагается на останце правого берега реки Красной, который с восточной стороны соединяется с плато узким и длинным перешейком. Обследовалось укреплённое поселение в 1979 году экспедицией Института археологии АН УССР под руководством М. П. Кучеры. Площадка городища имеет размеры: длина 120 м, ширина 80 м. С узкой напольной стороны сохранился вал высотой 1 м, шириной 7 м. Десятиметровый склон останца эскарпирован. Несколько выше середины склона проходит ров с валом на внешней стороне. С юга под эскарпом находится террасовидная площадка шириной 10 м, по внешнему краю которой сохранились остатки небольшого вала.
Ниже городища на первой надпойменной террасе открыто селище, где найдена керамика скифского времени V—IV веков до н. э., а также керамика XI—XIII веков. Около села по данным В. Б. Антоновича находилось пят курганов, два из которых были раскопаны в 1878 году. К скифскому периоду относился курган Близнюки (урочище Волчья Долина). Курган может быть датирован VI веком до н. э.